# Indoor (aéromodélisme)

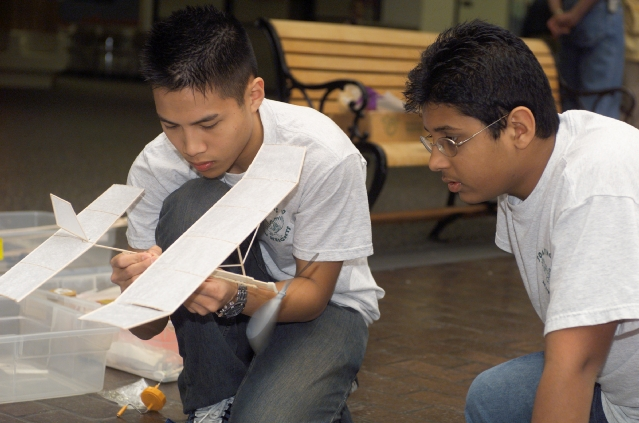
Deux modélistes dans une salle du Centre spatial de la NASA pour les Olympiades de sciences.

 (novembre 2023).
Si vous disposez d'ouvrages ou d'articles de référence ou si vous connaissez des sites web de qualité traitant du thème abordé ici, merci de compléter l'article en donnant les références utiles à sa vérifiabilité et en les liant à la section « Notes et références ».
Indoor est un terme anglais désigne les modèles réduits d'aéronefs qui évoluent dans un espace fermé comme un gymnase. Ces modèles réduits sont souvent très légers et propulsés par un moteur électrique. Le vol indoor est une partie importante de l'aéromodélisme depuis les avancées technologiques en matière de miniaturisation. De petits hélicoptères radiocommandés comme le Picoo Z ou le Micro 47G sont capables de voler dans un espace plus réduit comme une maison ou un appartement.

## Modèles indoor principaux
- Hélicoptères radiocommandés :
  - Picoo Z
  - Micro 47G

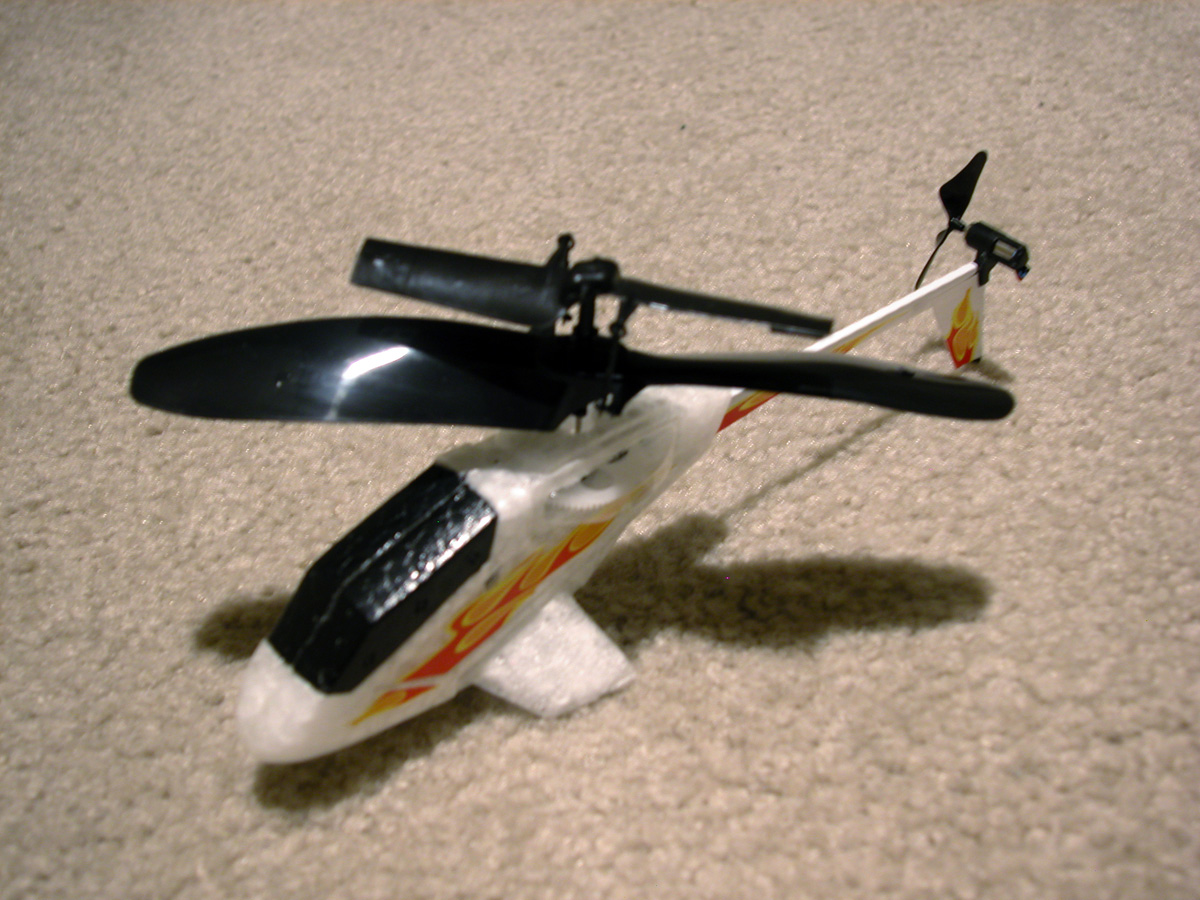
Picoo Z.
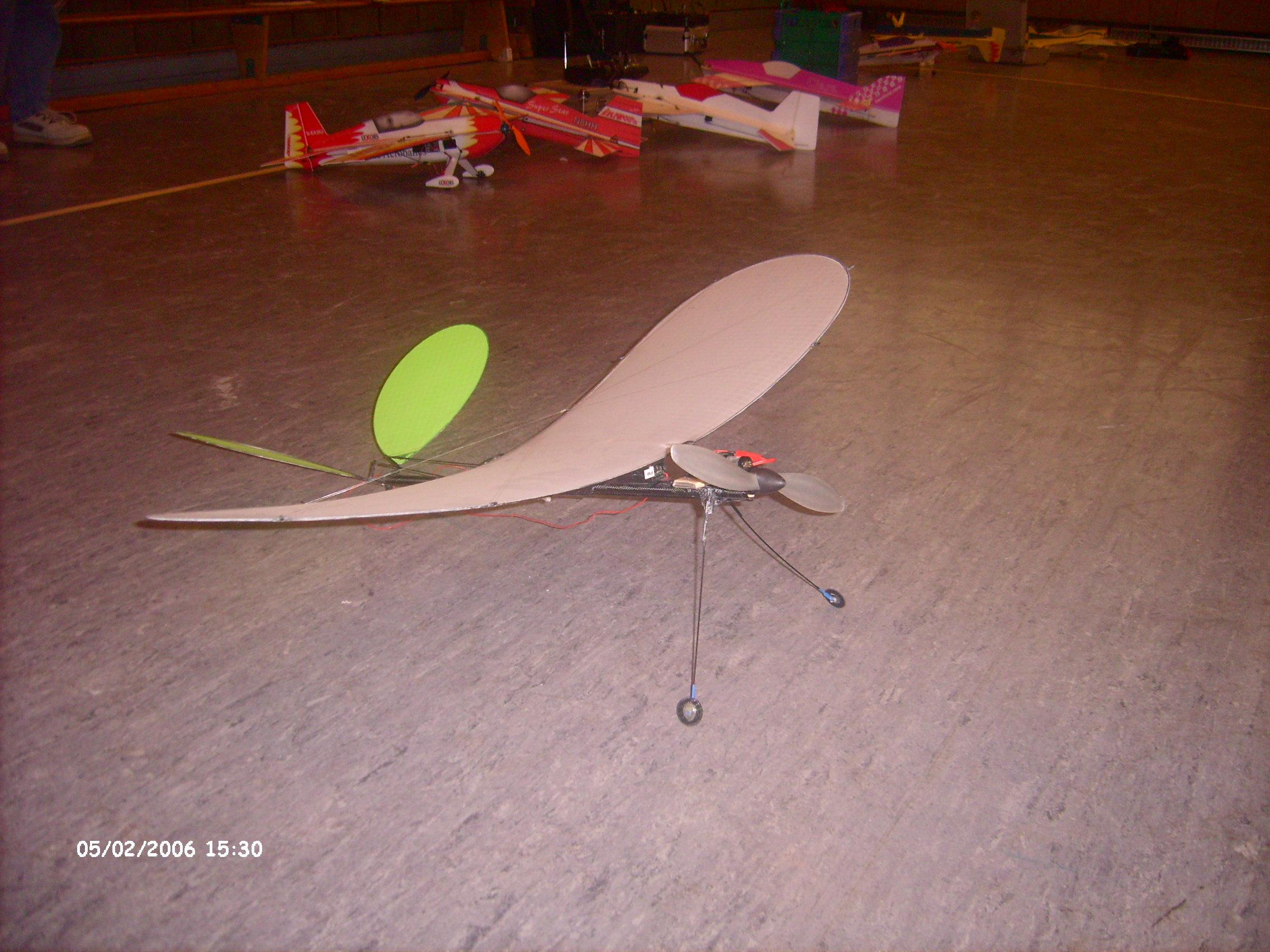
Stubenfliege.
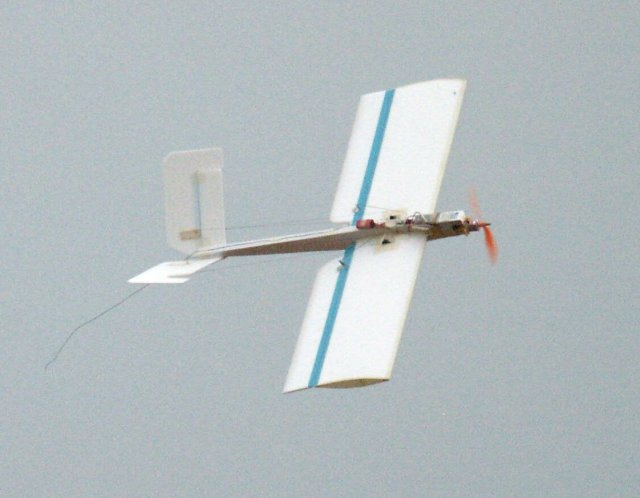
Tweety Torque.

- Avions radiocommandés :
  - Le Stubenfliege
  - Le Tweety Torque (aussi outdoor par temps calme)
  - Le Q-Sky, qui est le premier avion indoor du monde à pouvoir décoller de lui-même
  - Le Polyclub, fabuleux en outdoor mais un peu plus délicat en indoor, du fait de sa vitesse